# Aeródromo de Adamantina
O Aeródromo de Adamantina / Everaldo Moraes Barreto é um aeroporto para aeronaves de pequeno porte, mantido pela iniciativa privada, localizado na cidade de Adamantina no estado de São Paulo.